# Lespignan
Lespignan – miejscowość i gmina we Francji, w regionie Oksytania, w departamencie Hérault. Przez gminę przepływa rzeka Aude. 
Według danych na rok 1990 gminę zamieszkiwało 2360 osób, a gęstość zaludnienia wynosiła 103 osoby/km² (wśród 1545 gmin Langwedocji-Roussillon Lespignan plasuje się na 157. miejscu pod względem liczby ludności, natomiast pod względem powierzchni na miejscu 314.).

## Współpraca
Miejscowość partnerska:
- Chastre, Belgia